# Криптија
Криптија је била акција спартанских ратника током које су убијани хелоти. Спартански ратници су вршили ноћне упаде на хелотска боравишта где су убијали најјаче људе међу њима. Овим методама спартанска држава је настојала да спречи могућности хелотских устанака.